# Třída F (1935)
Třída F byla třída eskortních plavidel německé Kriegsmarine z období druhé světové války. Jejich německé označení bylo Flottenbegleiter. Původně měly sloužit pro ochranu německých válečných lodí a konvojů proti ponorkám a minám. Zároveň představovaly zkušební platformy pro vysokotlaké kotle a další struktury určené pro německé torpédoborce. Kvůli problémům s pohonným systémem a přetížením způsobeným špatným nautickým vlastnostem však byly brzy převedeny k pomocným úkolům. Celkem bylo postaveno deset jednotek této třídy. Ve službě byly od roku 1935. Čtyři byly potopeny za války a pátá po jejím skončení. Ostatní plavidla byla sešrotována.

## Stavba
Celkem bylo postaveno deset jednotek této třídy. Do stavby se zapojily tři loděnice. Šest jednotek postavila loděnice Germaniawerft v Kielu a po dvou kusech loděnice Blohm & Voss v Hamburku a Kriegsmarinewerft ve Wilhelmshavenu.
Jednotky třídy F:
| Jméno | Loděnice                        | Založení kýlu | Spuštěna | Vstup do služby | Poznámka |
| ----- | ------------------------------- | ------------- | -------- | --------------- | --- |
| F1    | Germaniawerft, Kiel             | 1934          | 1935     | prosinec 1935   | Přestavěna na depotní loď Libelle (později Jagd). Po válce předána USA, využívána k odminování organizací Deutscher Minenräumdienst, poté předána Francii a sešrotována. |
| F2    | Germaniawerft, Kiel             | 1934          | 1935     | únor 1936       | Od května 1940 pomocná loď pro vyzvedávání torpéd. Po válce předána Velké Británii. Dne 30. prosince 1946 se potopila ve Scapa Flow.                                     |
| F3    | Germaniawerft, Kiel             | 1934          | 1935     | březen 1936     | Přestavěna na depotní loď Königin Luise. Dne 3. května 1945 potopena v Kielu spojeneckým letectvem.                                                                      |
| F4    | Germaniawerft, Kiel             | 1934          | 1935     | duben 1936      | Po válce předána Velké Británii. Sešrotována. |
| F5    | Germaniawerft, Kiel             | 1934          | 1935     | květen 1936     | Od dubna 1940 pomocná loď pro vyzvedávání torpéd. Dne 29. ledna 1945 se poblíž Swinemünde potopila na mině.                                                              |
| F6    | Germaniawerft, Kiel             | 1934          | 1935     | květen 1936     | Přestavěna na depotní loď Hai. Dne 30. března 1945 ve Wilhelmshavenu potopena spojeneckým letectvem.                                                                     |
| F7    | Blohm & Voss, Hamburk           | 1935          | 1935     | únor 1937       | Od května 1940 pomocná loď pro vyzvedávání torpéd. Po válce předána Sovětskému svazu jako Buran. Do šrotu 1959.                                                          |
| F8    | Blohm & Voss, Hamburk           | 1935          | 1935     | duben 1937      | Od května 1940 pomocná loď pro vyzvedávání torpéd. Po válce předána USA a sešrotována.                                                                                   |
| F9    | Kriegsmarinewerft Wilhelmshaven | 1934          | 1936     | srpen 1937      | Dne 14. prosince 1939 potopena v Helgolandské zátoce britskou ponorkou HMS Ursula.                                                                                       |
| F10   | Kriegsmarinewerft Wilhelmshaven | 1934          | 1936     | březen 1938     | Od května 1940 pomocná loď pro vyzvedávání torpéd. Po válce předána USA a sešrotována.                                                                                   |

## Konstrukce

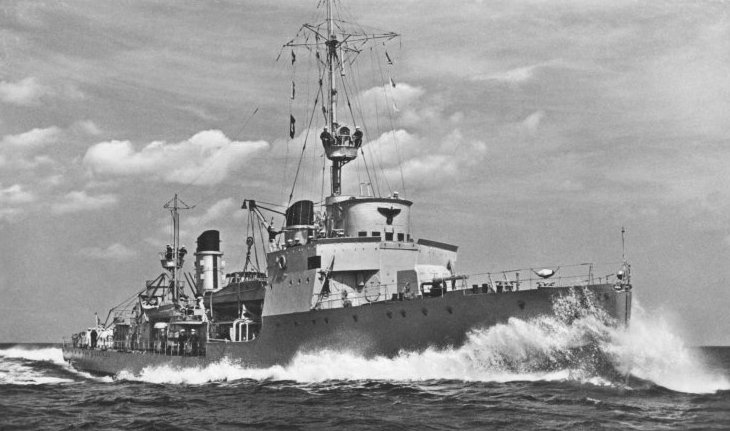
Plavidlo třídy F

Výzbroj tvořily dva 105mm kanóny, čtyři 37mm kanóny, čtyři 20mm kanóny a čtyři spouštěče hlubinných pum. Dále unesly 50–62 min. Pohonný systém tvořily dva kotle a dvě převodové turbíny o výkonu 14 000 hp, pohánějící dva lodní šrouby. Nejvyšší rychlost dosahovala 28 uzlů. Dosah byl 1500 námořních mil při rychlosti dvacet uzlů.

### Modifikace
Trup plavidel F1–F4 a F6 byl roku 1939 prodloužen na 80,3 metru, přičemž jejich výtlak narostl na 1147 tun. Plavidla F1, F3 a F6 byla přestavěna na mateřské lodě ponorek. Mimo jiné dostaly dodatečné ubikace.